# 데이비드 카이저

데이비드 카이저(David I. Kaiser)는 미국의 물리학자이자 과학사가이다. 메사추세츠 공과대학교의 게르메스하우젠(Germeshausen) 과학사 교수이자 MIT 물리학과 정교수이다. 그는 또한 컴퓨팅의 사회적 및 윤리적 책임에 대한 MIT의 학제 간 프로그램의 초대 부학장을 역임했다.
카이저의 물리학 연구는 주로 우주 인플레이션, 인플레이션 후 재가열, 및 원시 블랙홀과 같은 주제를 포함하여 초기 우주 우주론에 중점을 둔다. 그는 노벨상 수상자 안톤 차일링거와 함께 작업한 "Cosmic Bell" 실험 포함하여 양자 이론의 새로운 실험 테스트를 설계하고 수행하는 데 도움을 주었다.
카이저의 역사 연구는 현대 자연 과학, 지정학 및 냉전 시대의 고등 교육 역사 간의 교차점에 중점을 둔다.